# Östligt fjällfly
Östligt fjällfly, Xestia distensa, är en fjärilsart som först beskrevs av Eduard Friedrich Eversmann 1851.  Östligt fjällfly ingår i släktet Xestia, och familjen nattflyn, Noctuidae. Enligt rödlistan i respektive land är arten Sårbar, VU, i både Sverige och Finland. Världsutbredningen verkar dåligt utredd men från Skandinavien i väst och öster ut. Det finns fynd noterade åtminstone till Magadan oblast i Östra Ryssland. I Sverige förekommer arten sällsynt från Medelpad till Torne lappmark och i Finland i Kajanaland, Norra Österbotten och Lappland. Artens livsmiljö är friska och lundartade moar. Inga underarter finns listade i Catalogue of Life.